# Såld på hus
Såld på hus är ett svenskt TV-program på TV4 Plus. Caroline Norrby är programledare och programmet går ut på att fastighetsmäklare tävlar i att bedöma olika hus värde. Första programmet hade premiär 13 januari 2009, programmet var då en halvtimme vilket det var i de tre första säsongerna innan det blev en timme långt.